# Glenreagh
Glenreagh – miasto w Australii, w stanie Nowa Południowa Walia.